# Галков, Сергей Витальевич
Серге́й Вита́льевич Га́лков (9 мая 1965, Москва) — советский и российский гребец-байдарочник, выступал за сборные СССР и России в середине 1980-х — конце 2000-х годов. Участник летних Олимпийских игр в Сеуле, дважды бронзовый призёр чемпионатов мира, многократный чемпион всесоюзных и всероссийских первенств. На соревнованиях представлял спортивное общество «Динамо», мастер спорта международного класса. Ныне — спортивный функционер.

## Биография
Сергей Галков родился 9 мая 1965 года в Москве в семье известного каноиста, заслуженного тренера СССР Виталия Александровича Галкова. Активно заниматься греблей начал в раннем детстве под руководством отца. Позже состоял в московской гребной команде добровольного спортивного общества «Динамо». Первого серьёзного успеха добился в 1986 году, когда завоевал две золотые медали на Спартакиаде народов СССР — в программе одиночных байдарок на дистанциях 500 и 1000 метров. Год спустя в зачёте всесоюзного первенства был лучшим в гонке одиночек на 10000 метров и в двойках в километровой дисциплине.
В 1988 году Галков защитил чемпионское звание в двойках и благодаря череде удачных выступлений удостоился права защищать честь страны на летних Олимпийских играх в Сеуле. Вместе со своим партнёром Сергеем Калесником на тысяче метров уверенно провёл первый предварительный заезд, однако на стадии полуфиналов финишировал лишь четвёртым и не прошёл квалификацию в финал.
После Олимпиады Сергей Галков остался в основном составе советской национальной сборной и продолжил принимать участие во всех крупнейших регатах. Так, в 1989 году он стал чемпионом СССР среди одиночек на полукилометровой дистанции, в 1990-м одержал победу в одиночках на тысяче метров. На последнем чемпионате Советского Союза в 1991 году выиграл зачёт четырёхместных экипажей на дистанции 500 метров, затем в той же дисциплине выступил на чемпионате мира в Париже, откуда привёз награду бронзового достоинства. Два года спустя, уже представляя Россию, выиграл ещё одну бронзовую медаль мирового первенства — на соревнованиях в Копенгагене занял третье место среди байдарок-четвёрок на десяти километрах. Оставался действующим спортсменом вплоть до 2000 года, за это время в различных дисциплинах десять раз становился чемпионом всероссийского чемпионата. За выдающиеся спортивные достижения удостоен почётного звания «Мастер спорта международного класса».
В настоящее время является спортивным чиновником, состоит в президиуме Всероссийской федерации гребли на байдарках и каноэ, является вице-президентом и учредителем Федерации гребли на байдарках и каноэ Москвы.